# ليكوما (ميزوري)
ليكوما (بالإنجليزية: Lecoma)‏ هي إحدى المجتمعات الفردية (غير مصنفة) في ولاية ميزوري في الولايات المتحدة الأمريكية.